# ベドック駅
ベドック駅（ベドックえき、英語:Bedok MRT Station）は、シンガポールに存在するMRT東西線の高架駅。

## 駅構造
島式1面2線のホームを持つ駅。
| A | ■東西線 | パシール・リス・チャンギ・エアポート方面 |
| B | ■東西線 | ブーン・レイ・ジュロン・イースト方面     |

## 歴史
- 1989年11月4日：開業
- 2011年1月11日：ホームドアが運用開始